# Micrallecto uncinata
Micrallecto uncinata is een eenoogkreeftjessoort uit de familie van de Micrallectidae. De wetenschappelijke naam van de soort is voor het eerst geldig gepubliceerd in 1971 door Stock.